# Werner Bahner
Werner Bahner (18. června 1927, Neuwiese – 14. července 2019, Lipsko) byl německý romanista a filolog.

## Životopis
Po absolvování střední školy ve Stollbergu studoval románské jazyky v Lipsku. V roce 1950 složil státní zkoušku a získal doktorát z filologie za práci na téma Studien zum Volksbegriff in der französischen Literatur (15.–18. Jahrhundert). Roku 1955 následovala jeho habilitace na téma z období tzv. Zlatého věku Theorien über den Ursprung der spanischen Sprache im Siglo de Oro. 1. března 1960 byl jmenován profesorem a ředitelem Institutu romanistiky na univerzitě v Lipsku. V roce 1965 byl zvolen členem Německé akademie věd NDR v Berlíně. Od roku 1965 do roku 1969 byl ředitelem Institutu románských jazyků a kultury Berlínské akademie věd. Poté pracoval až do roku 1977 jako zástupce ředitele nebo ředitel divize Centrálního institutu pro literární historii akademie a až do roku 1989 jako ředitel Centrálního institutu lingvistiky. Až do konce roku 1991 vedl výzkumnou skupinu historie lingvistiky na výše zmíněném ústředním institutu. V roce 1965 byl zvolen řádným členem Saské akademie věd v Lipsku a 1966 řádným členem Německé akademie věd v Berlíně. Od října 1980 do dubna 1991 byl prezidentem Saské akademie věd.

## Dílo
- Beitrag zum Sprachbewußtsein in der spanischen Literatur des 16. und 17. Jahrhunderts, Berlin: Rütten & Loening, 1956.
- Alfred de Mussets Werk. Eine Verneinung der bürgerlichen Lebensform seiner Zeit, Halle: Verlag Sprache und Literatur, 1960.
- Literaturgeschichte als geschichtlicher Auftrag. Werner Krauss zum 60. Geburtstag, Berlin: Rütten & Loening, 1961.
- La lingüística española del Siglo de Oro. Aportaciones a la conciencia lingüística en la España de los siglos XVI y XVII, Madrid: Ciencia Nueva, 1966.
- Das Sprach- und Geschichtsbewußtsein in der rumänischen Literatur von 1780 bis 1880, Berlin: Akademie-Verlag, 1967.
- Die lexikalischen Besonderheiten des Frühromanischen in Südosteuropa, Berlin: Akademie-Verlag 1970.
- Renaissance, Barock, Aufklärung. Epochen- und Periodisierungsaufgaben, Berlin: Akademie-Verlag, 1976.
- Formen, Ideen, Prozesse in den Literaturen der romanischen Völker, 2 díly, Berlin: Akademie-Verlag, 1977.
- Kontinuität und Diskontinuität in der Herausbildung der romanischen Sprachwissenschaft, Berlin: Akademie-Verlag, 1983.
- Komparatistische Aspekte in der Betrachtung von Sprachen und Literaturen gegen Ende des 18. Jahrhunderts, Berlin: Akademie-Verlag 1984.
- Sprache und Kulturentwicklung im Blickfeld der deutschen Spätaufklärung – Der Beitrag Johann Christoph Adelungs, Berlin: Akademie-Verlag, 1984.
- Aufklärung als europäisches Phänomen, Leipzig: Reclam, 1985.
- Sprachwissenschaftliche Germanistik. Ihre Herausbildung und Begründung, Berlin: Akademie-Verlag 1985.